# Le Conte du tsar Saltan (film, 1984)
Pour les articles homonymes, voir Le Conte du tsar Saltan.
Le Conte du tsar Saltan (Сказка о царе Салтане, Skazka o tsare Saltane) est un film d'animation soviétique réalisé par Ivan Ivanov-Vano et Lev Miltchine (ru) sorti en 1984.

## Fiche technique
- Titre : Le Conte du tsar Saltan[1]
- Titre original : Сказка о царе Салтане (Skazka o tsare Saltane)
- Réalisation : Ivan Ivanov-Vano et Lev Miltchine
- Scénario : Ivan Ivanov-Vano, Lev Miltchine
- Musique : Mikhaïl Meïerovitch
- Pays d'origine : URSS
- Format : Couleurs - 35 mm - Mono
- Genre : conte merveilleux
- Durée : 56 minutes
- Date de sortie : 1984

## Distribution

### Voix originales
- Anastasia Zouïeva : Babarikha
- Mikhaïl Zimine : Saltan
- Alexeï Zolotnitski : Gvidon
- Natalia Boronina
- Roman Filippov : Tchernomor
- Alla Pokrovskaïa
- Nikolaï Grabbe
- Maria Vinogradova
- Boris Novikov
- Lioudmila Ivanova